# لويس ألفونسو دي ألبا
لويس ألفونسو دي ألبا (بالإسبانية: Luis Alfonso de Alba Góngora)‏ هو دبلوماسي مكسيكي، ولد في 1 مارس 1957 في Lagos de Moreno ‏ في المكسيك.